# Adoració dels Mags (Leonardo da Vinci)
L'Adoració dels Mags va ser la primera gran obra del pintor renaixentista italià Leonardo da Vinci. Està pintat a l'oli sobre taula que mesura 246 cm d'alt i 243 cm d'amplada, i data del període 1481-1482. Es conserva a la Galeria dels Uffizi de Florència.

## Història
Va ser un encàrrec realitzat al març del 1481 pels monjos agustinians de Sant Donat de Scopeto, a la vora de Florència. Per a aquesta obra, Leonardo va realitzar nombrosos dibuixos i estudis preparatoris, incloent-hi un de detallat en perspectiva lineal d'una arquitectura clàssica en ruïnes que forma part del fons de l'escena. Leonardo va deixar inacabada aquesta obra, després de realitzar a penes dèbils aigualides de tinta, per haver partit cap a Milà a l'any següent. Es tractaria, doncs, d'un encàrrec de la primera part de la vida de Leonardo, quan encara la seva feina es cotitzava poc, i no era considerat aleshores un "gran artista". Per l'Adoració dels Mags va rebre 28 ducats.
A causa de la impossibilitat que Leonardo completés el quadre, l'encàrrec es va passar a Domenico Ghirlandaio. El retaule final va ser pintat per fra Filippo Lippi i es troba també als Uffizi.
La taula inacabada de Leonardo va quedar a casa del seu amic Amerigo Benci; es diu també que no la va completar perquè havia finalitzat els estudis sobre aquesta pintura, i per al pintor ja estava acabada. Va passar successivament a la col·lecció de la família Mèdici, fins a arribar a la Galeria dels Uffizi el 1794.

## Anàlisi

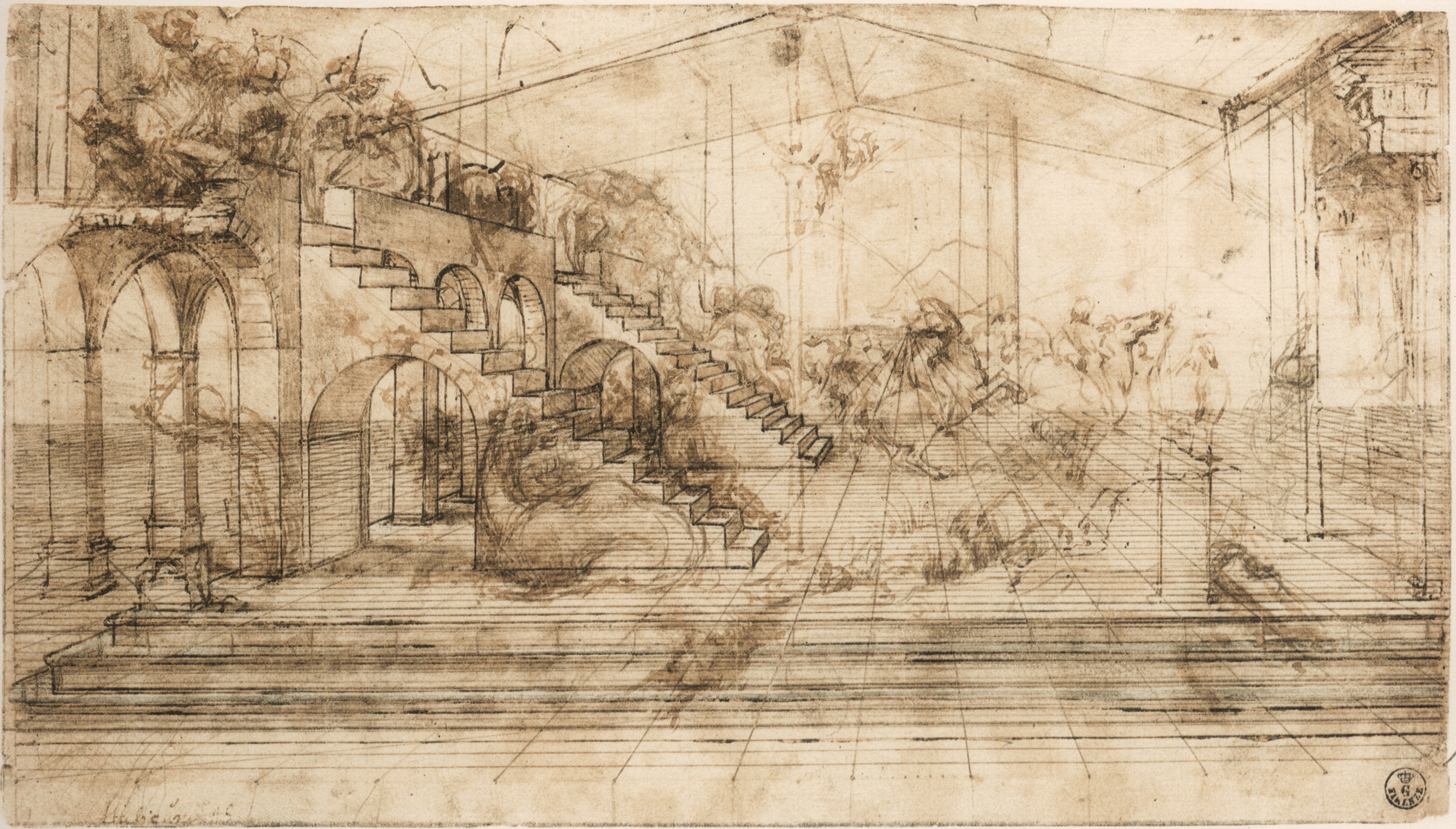
Estudi per a la perspectiva de lAdoració dels Mags

La composició de l'obra va ser inspirada per l'Adoració dels Mags de Botticelli. L'escena representada està dinàmicament articulada. És una composició molt complexa d'uns 250 centímetres quadrats.
La Verge Maria i el nen Jesús estan representats en primer pla i formen un triangle o piràmide amb els mags agenollats en adoració; d'aquesta figura, la Verge resulta ser el vèrtex. Darrere seu, hi ha un semicercle de figures que els acompanyen, incloent-hi el que podria ser un autoretrat del jove Leonardo a l'extrem de la dreta.
Hi domina un sentit de cercle, un vèrtex d'acció i gests que giren al voltant del grup de la Verge amb el fill, que representa l'Epifania que afecta tots els assistents. El fet que les cames de Maria estiguin tornades cap a l'esquerra mentre que el seu cap i el de Jesús es giren a la dreta donen a la piràmide un sentit de moviment rotatori. El cap de Maria és la intersecció de les dues diagonals del quadre, que es pot dir quadrat vista la lleu diferència entre l'alçada i la base, i per això mateix el cap de la Verge és el centre de l'obra.
Al fons, dos arbres formen una diagonal. L'un és un llorer, símbol de triomf, i l'altre una palmera; aquest segon arbre pot entendre's com a signe de martiri o com a al·lusió a una frase del Càntic dels Càntics: "Ets majestuosa com una palmera", en què sembla prefigurar-se Maria.
Després d'aquests arbres apareixen dues escenes. A l'esquerra, la ruïna d'un edifici clàssic, en què poden veure's obrers, aparentment reparant-la. A la dreta, hi ha genets desarçonats lluitant, sobre cavalls enfurismats, i un esbós d'un paisatge rocós. El temple en ruïnes pot veure's com una al·lusió a la caiguda del temple de Jerusalem, amb un arc trencat en què creixen petits arbusts, cosa que succeeix en algunes construccions antigues en què la natura ha començat a apropiar-se-les. Però també és possible que les ruïnes al·ludissin a la basílica de Maxenci, perquè, segons una llegenda medieval, els romans deien que romandria en peus fins que una verge donés a llum. Se suposa que va caure la nit del naixement de Crist (de fet, ni tan sols estava construïda aleshores). Les ruïnes dominaven un dibuix preparatori de Leonardo, que també presentava els cavallers lluitant, però va quedar relegat al fons a la pintura final.

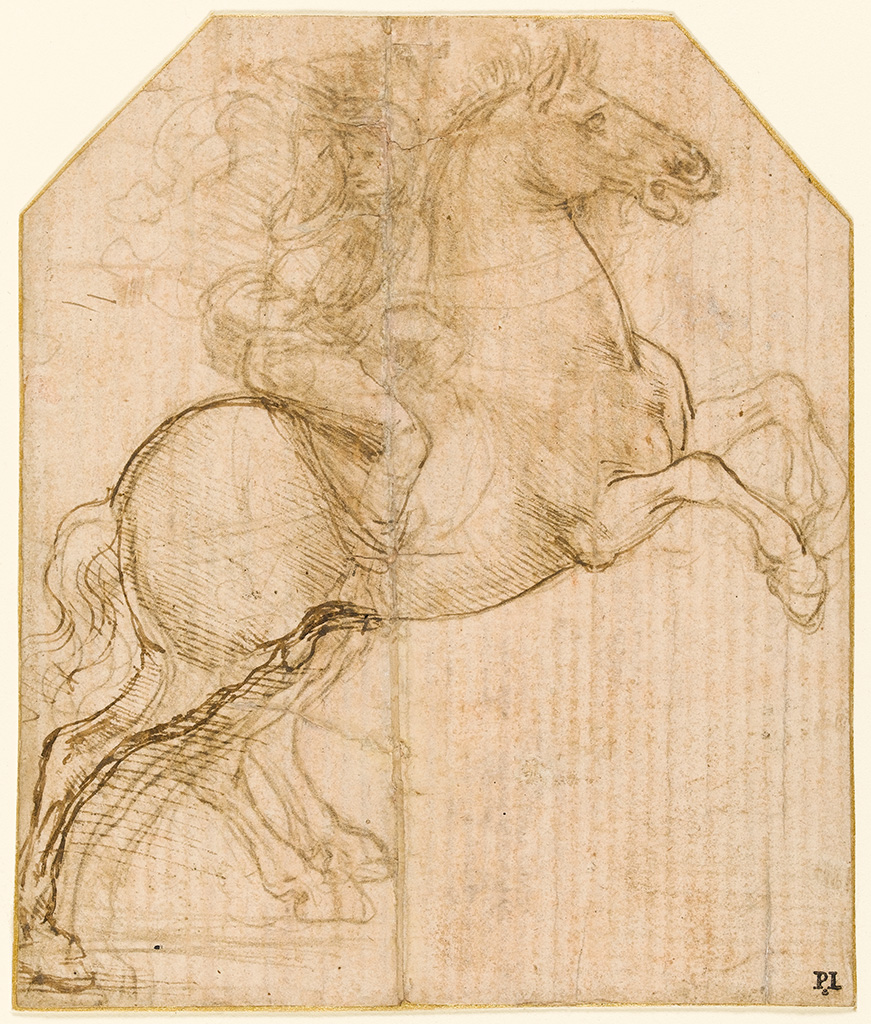
Estudi per a lAdoració dels Mags

La trobada d'homes armats s'interpreta com a símbol de la bogeria de la gent que no ha rebut encara el missatge cristià. Com succeeix amb el Tondo Doni de Miquel Àngel, el paisatge del fons probablement representa el món pagà suplantat pel cristià, tal com s'inaugura pels esdeveniments que tenen lloc en primer pla.
Leonardo va usar amb saviesa la seva tècnica de jocs de llum i ombra, estimulant la imaginació de l'observador amb el que generava una il·lusió de profunditat. Leonardo desenvolupa el seu ús pioner del clarobscur en la imatge, creant el que sembla una massa caòtica de gent enfonsada en l'obscuritat i la confusió des de la qual els mags miren cap a les figures, brillantment il·luminades, de la Verge i el nen, mentre que el món pagà del fons continua construint i lluitant, aliens a la revelació.
Aquesta obra demostra també el domini de Leonardo de l'anatomia humana, en què tots els elements obliguen a mirar cap al centre, on estan les figures de la Verge i el nen.
El 2002, Maurizio Seracini, un especialista tècnic en diagnòstic artístic, va rebre l'encàrrec dels Uffizi d'estudiar la superfície de la pintura per determinar si la pintura podia restaurar-se sense danyar-la. Va concloure que no es podia i va demostrar que solament l'esbós era obra de Leonardo da Vinci, i la pintura de la superfície seria obra d'un altre artista, més feble. Va afirmar que "res de la pintura que veiem en l'Adoració avui va ser posada aquí per Leonardo". Per demostrar els resultats de la seva recerca diagnòstica, Seracini va fer més de 2.400 enregistraments fotogràfics d'infraroigs de l'elaborat dibuix inferior de la pintura, i anàlisis científiques.
Vegeu la presentació completa Arxivat 2007-09-28 a Wayback Machine. per Florence.tv, que mostra el veritable treball de Leonardo amagat en l'Adoració dels Mags, descobert pel professor Seracini.
La pintura és l'objecte central de l'última pel·lícula d'Andrei Tarkovski: El sacrifici.